# Natouze
Die Natouze ist ein kleiner Fluss im Osten von Frankreich, der im Département Saône-et-Loire der Region Bourgogne-Franche-Comté westlich der Stadt Tournus verläuft.

## Geografie

### Verlauf
Die Natouze entspringt im Hauptort der Gemeinde Martailly-lès-Brancion, entwässert generell in nordöstlicher Richtung und mündet nach rund 18 Kilometern im Gemeindegebiet von Boyer als rechter Nebenfluss in die Saône. Hier zweigt auch ein weiterer Mündungsarm unter dem Namen Bief Mort ab und mündet etwa 450 Meter oberhalb in die Saône. Im Unterlauf quert die Natouze die Autobahn A6 sowie die Bahnstrecke Paris–Marseille.

### Orte am Fluss
(Reihenfolge in Fließrichtung)
- Martailly-lès-Brancion
- Ozenay
- Charmes, Gemeinde Mancey
- Ancien Moulin d’Avoine, Gemeinde Vers
- Boyer
- Limone, Gemeinde Boyer
- L’Épine, Gemeinde Boyer

## Sehenswürdigkeiten
- Château d’Ozenay, Schloss mit Ursprüngen aus dem 15. Jahrhundert am Flussufer – Monument historique[4]
- Château de Messey, Schloss mit Ursprüngen aus dem 16. Jahrhundert am Flussufer – Monument historique[5]